# Ariel González
Oscar Ariel González Mezzenasco (ur. 22 października 1974 w Mendozie) – argentyński piłkarz z obywatelstwem meksykańskim występujący na pozycji napastnika, obecnie zawodnik Irapuato.

## Kariera klubowa
González, opisywany jako silny, dynamiczny napastnik z mocnym uderzeniem na bramkę, jest wychowankiem zespołu Gimnasia y Esgrima La Plata, jednak nigdy nie potrafił się przebić do pierwszej drużyny i całą profesjonalną karierę piłkarską spędził w Meksyku, przyjmując obywatelstwo tego kraju. Tam jego pierwszym klubem został w 2000 roku drugoligowy San Luis FC, z którego po dwunastu miesiącach przeszedł do innego klubu z tej klasy rozgrywkowej, Querétaro FC. W tej ekipie od razu został kluczowym zawodnikiem i podczas wiosennego sezonu Verano 2002 zdobył tytuł króla strzelców drugiej ligi meksykańskiej z piętnastoma bramkami na koncie. To zaowocowało transferem do mającego wyższe aspiracje CD Irapuato, gdzie także szybko wywalczył sobie miejsce w pierwszym składzie i w sezonie Apertura 2002 zwyciężył z nim w rozgrywkach drugoligowych, dzięki czemu zanotował awans do pierwszej ligi po sezonie 2002/2003. W meksykańskiej Primera División zadebiutował 3 sierpnia 2003 w zremisowanym 1:1 spotkaniu z Morelią, natomiast premierowe gole strzelił tydzień później w wygranej 3:1 konfrontacji z Tecos UAG, wpisując się na listę strzelców dwukrotnie.
Wiosną 2004 González został ściągnięty przez trenera Leo Beenhakkera do jednego z najpopularniejszych i najbardziej utytułowanych zespołów w kraju, Club América ze stołecznego miasta Meksyk. Wziął z nim udział w pierwszym międzynarodowym turnieju w karierze, Copa Libertadores, odpadając z niego w 1/8 finału, po uprzednim zajęciu drugiego miejsca w InterLidze. W tej ekipie pełnił jednak na ogół funkcję rezerwowego i zwykle pojawiał się na boisku wchodząc z ławki, a upływie po pół roku, gdy nowy szkoleniowiec Oscar Ruggeri nie widział dla niego miejsca w zespole, po raz kolejny został zawodnikiem drugoligowego San Luis. Już w pierwszym sezonie po powrocie do Primera División A, Apertura 2004, zwyciężył ze swoją drużyną w rozgrywkach, a także wywalczył tytuł króla strzelców drugiej ligi, tym razem zdobywając szesnaście bramek. W sezonie 2004/2005 awansował z San Luis do najwyższej klasy rozgrywkowej, gdzie w sezonie Clausura 2006 odniósł największy sukces w historii klubu w postaci wicemistrzostwa Meksyku, a sam został wicekrólem strzelców ligi meksykańskiej, ustępując jednym trafieniem Salvadorowi Cabañasowi i Sebastiánowi Abreu.
Latem 2006 González podpisał kontrakt ze stołecznym klubem Pumas UNAM, gdzie spędził rok bez większych sukcesów, po czym powrócił do San Luis FC. Podczas trzeciego pobytu w tym zespole strzelił ostatnią z 51 zdobytych łącznie bramek w barwach San Luis, dzięki czemu został najlepszym strzelcem w historii pierwszoligowych występów drużyny. W styczniu 2008 zasilił Tiburones Rojos de Veracruz, z którym zanotował swój ostatni epizod w najwyższej klasie rozgrywkowej i w sezonie 2007/2008 spadł do drugiej ligi meksykańskiej. W lipcu 2009 został wypożyczony na rok do swojego byłego klubu, CD Irapuato. Tam zanotował świetne występy, w rozgrywkach Apertura 2009 dochodząc do finału ligi, a także w sezonach Apertura 2009 i Bicentenario 2010 zdobywając swój odpowiednio trzeci i czwarty tytuł króla strzelców zaplecza najwyższej klasy rozgrywkowej. Po upływie wypożyczenia został wykupiony na stałe przez Irapuato i mianowany kapitanem drużyny. W wiosennych rozgrywkach Clausura 2011 wygrał ze swoim klubem drugą ligę, co wobec porażki w decydującym dwumeczu z Tijuaną nie zaowocowało jednak awansem do pierwszej ligi.